# Luwang (köpinghuvudort i Kina, Hubei Sheng, lat 31,51, long 114,48)
Luwang (kinesiska: 吕王) är en köpinghuvudort i Kina. Den ligger i provinsen Hubei, i den centrala delen av landet, omkring 100 kilometer norr om provinshuvudstaden Wuhan. Antalet invånare är 26 319. Befolkningen består av 12 462 kvinnor och 13 857 män. Barn under 15 år utgör 19,0 %, vuxna 15-64 år 71 %, och äldre över 65 år 8,0 %.
Runt Luwang är det tätbefolkat, med 383 invånare per kvadratkilometer. Närmaste större samhälle är Qiliping, 17,0 km öster om Luwang. Trakten runt Luwang består till största delen av jordbruksmark.
Genomsnittlig årsnederbörd är 1 531 millimeter. Den regnigaste månaden är juli, med i genomsnitt 270 mm nederbörd, och den torraste är december, med 19 mm nederbörd.